# ЦСК ВВС в сезоне 2004
Сезон 2004 года для «ЦСК ВВС» (Самара) стал последним в высшем дивизионе.

## Достижения
- В список «33 лучшие футболистки по итогам сезона 2004 г.» включены 6 футболистов «ЦСК ВВС»: Вероника Шульга (вратарь, №2), Ольга Карасева (правый защитник, №3), Елена Денщик (левый защитник, №2), Татьяна Егорова (центральный полузащитник, №1), Ирина Григорьева (центральный полузащитник, №3) и Ольга Кремлева (правый нападающий, №3).
- Три футболистки «ЦСК ВВС»: Елена Денщик, Татьяна Егорова и Карасёва приняли участие в составе сборной России с 28.03 по 07.04 в турнире Кубок Албены[англ.] ( Болгария).

## Изменения в составе
По сравнению с 2003 годом в составе клуба произошли следующие изменения:
УШЛИ
- в клуб «Надежда» (Ногинск):
  - Ольга Васильева — полузащитница, в 2003 г. провела за «ЦСК ВВС» 14 матчей в ЧР:
  - Галина Комарова;
  - Светлана Петько — вратарь, в 1994—2003 гг. провела за «ЦСК ВВС» 146 матчей в ЧР;
  - Елена Фомина — полузащитница, в 2003 г. провела за «ЦСК ВВС» 14 матчей в ЧР, забила 4 мяча;
  - Юлия Исаева — защитница, в 1999—2003 гг. провела за «ЦСК ВВС» 59 матчей в ЧР, забила 4 мяча;
- в клуб «Россиянка» (Красноармейск):
  - Эльвира Тодуа вратарь, в 2002—2003 гг. провела за «ЦСК ВВС» 16 матчей в ЧР и 2 матча Кубка УЕФА;
  - Мария Дьячкова — нападающая, в 2001—2003 гг. провела за «ЦСК ВВС» 50 матчей в ЧР, забила 13 мячей;
  - Лилия Васильева — нападающая, в 1995, 1997—2003 гг. провела за «ЦСК ВВС» 91 матч в ЧР, забила 13 голов;
- завершили выступления:
  - Сауле Джарболова — защитница, в 1992—2003 гг. провела за «ЦСК ВВС» 207 матчей в ЧР, забила 19 мячей[5];
  - Орынбасар Дауренбекова — защитница, в 1994—2003 гг. провела за «ЦСК ВВС» 134 матча в ЧР, забила 3 мяча[6];
  - Елена Кононова — нападающая, в 1996—1998 гг. и 2001—2003 гг. провела за «ЦСК ВВС» 81 матч в ЧР, забила 82 мяча (в матче 04.05.1999 забила автогол).
- ПРИШЛИ:
  - Елена Козлова из клуба «Надежда»;
  - Анна Громолюк, Венера Игнатьева и Анастасия Костюкова из клуба «Рязань-ТНК» (в ходе сезона);
  - Надежда Харченко и Вероника Шульга из клуба «Энергетик-КМВ»;
  - Яна Фомина из клуба «Кузбасс»

## Официальные матчи
| 01 мая 2004 1 тур ЧР (аннулирован) | ЦСК ВВС                    | 2:1 (аннулирован) | Рязань-ТНК     | Самара                                                           |
| 15:00 MSK | Егорова 21′ · Кремлёва 67′ | отчет             | 12′ Вербовская | Стадион: Динамо Зрителей: 500 Судья: Наталья Авдонченко (Москва) |
| ЦСК ВВС: Шульга, Примак, Брылёва, Филиппова, Карасёва ( 83' Фомина), Егорова , Седакова ( 5') ( 11' Григорьева, 11' Пешина), Денщик ( 81' Трифонова), Кремлёва ( 78' Горячева), Петряева, Козлова · Рязань-ТНК: снялась с соревнований по финансовым причинам — результаты аннулированы. Репейкина, Козаченко ( 56'), Санина ( 75'), Костюкова ( 39' Игнатьева, 75' Громолюк), Кузнецова, Сергаева, Вербовская, Казеева, Подхолзина, Мухина ( 17' 72'), Минкина |                            |                   |                |                                                                  |

| 04 мая 2004 1 тур ЧР | ЦСК ВВС | 0:0   | Надежда | Самара                                                              |
| 17:00 MSK |         | отчет |         | Стадион: Динамо Зрителей: 1 000 Судья: Надежда Ульяновская (Калуга) |
| ЦСК ВВС: Шульга, Примак ( 64'), Брылёва, Филиппова, Григорьева, Карасёва, Егорова , Горячева ( 73' Трифонова), Кремлёва, Петряева ( 65' Пешина), Козлова · Надежда: Петько , Старостина, О.Васильева, Лисачёва, Е.Фомина, Исаева, Жихарева, Комарова, Шемякина (26 Сергиенко), Моторина (46 Геворгян), Титова ( 64') |         |       |         |                                                                     |

| 20 мая 2004 ⅛ финала КР                                       | Катюша-Спартак | -:+ (т.п.) | ЦСК ВВС | Москва |
|                                                               |                | отчет      |         |        |
| Катюша-Спартак: снялась с соревнований по финансовым причинам |                |            |         |        |

| 24 мая 2004 (перенесен с 9.6.04) 4 тур ЧР | Лада | 1:2   | ЦСК ВВС                     | Тольятти                         |
| 15:00 MSK | 3′   | отчет | 19′ Петряева · 73′ Кремлева | Стадион: Спутник Зрителей: 1 000 |
| Лада: Волкова, Коломиец, Шевцова ( 26') ( 54' Воскресенская), Порядина ( 78'), Гелбахиани, Скотникова ( 90'), Савченкова ( 31'), Рабах, Чёрная, Савина, Барбашина · ЦСК ВВС: Шульга, Примак ( 23') ( 90' Пешина), Филиппова, Козлова, Брылёва, Егорова , Денщик, Кремлёва, Карасёва ( 83' Фомина), Петряева ( 78'), Григорьева |      |       |                             |                                  |

| 28 мая 2004 2 тур ЧР | Россиянка | 0:5   | ЦСК ВВС                         | Красноармейск                          |
| |           | отчет | —3 Кремлева · Примак · Горячева | Стадион: Боевое Братство Зрителей: 100 |
| ЦСК ВВС: Шульга, Брылёва, Горячева ( 70' Петряева), Григорьева, Денщик, Егорова , Карасёва, Козлова, Кремлева, Примак, Филиппова |           |       |                                 |                                        |

| 31 мая 2004 3 тур ЧР | Ника | 0:2   | ЦСК ВВС                      | Нижний Новгород               |
| |      | отчет | 36′ Брылёва · 80′ Григорьева | Стадион: Динамо Зрителей: 100 |
| Ника: Гапанович, Кугубаева, Малиновская ( 83' Булдакова), Знаменская, Шрамок, Купцова ( 67' Ряскова), Кулакова, Попова, Муталапова, Нагорная ( 75' Михайлова), Никольская · ЦСК ВВС: Шульга, Брылёва, Петряева, Григорьева, Денщик, Егорова , Карасёва, Козлова, Кремлева, Примак, Филиппова |      |       |                              |                               |

| 04 июня 2004 ¼ финала КР | ЦСК ВВС | 0:0   | Надежда | Самара                                                         |
| 17:00 |         | отчет |         | Стадион: Динамо Зрителей: 200 Судья: Анна Зорихина (Краснодар) |
| ЦСК ВВС: Шульга, Примак ( 78' Игнатьева), Брылёва, Филиппова, Григорьева ( 78' Я.Фомина), Карасёва, Егорова , Горячева ( 46' Седакова, 65' Пешина), Денщик, Кремлева ( 71' Громолюк), Козлова · Надежда: Петько , Котик, О.Васильева, Буракова , Цуркан, Е.Фомина, Исаева, Жихарева, Комарова, Санина, Л.Васильева |         |       |         |                                                                |

| 13 июня 2004 5 тур ЧР | ЦСК ВВС | 0:0   | Энергия | Самара          |
| |         | отчет |         | Стадион: Динамо |
| ЦСК ВВС: Шульга, Примак ( 46' Игнатьева), Брылёва ( 45'), Филиппова, Григорьева, Карасёва, Егорова , Горячева ( 15' Фомина), Денщик, Кремлёва ( 46' Пешина), Козлова · Энергия: Щёголева, Зварич, Струкова, Бенсон, Жданова, Мишанская, Апанащенко, Данилова, Ламтюгина, Зинченко, Терехова |         |       |         |                 |

| 16 июня 2004 6 тур ЧР | ЦСК ВВС | 0:0   | Чертаново | Самара          |
| |         | отчет |           | Стадион: Динамо |
| ЦСК ВВС: Шульга, Примак, Брылёва, Филиппова, Григорьева, Карасёва ( 65' Фомина), Егорова , Денщик, Кремлёва, Петряева ( 65' Пешина), Козлова |         |       |           |                 |

| 23 июня 2004 7 тур ЧР | Надежда | 1:0   | ЦСК ВВС | Ногинск               |
| |         | отчет |         | Стадион: Автомобилист |
| Надежда: Петько , Котик, Баркова ( 61' Лисачёва), О.Васильева, Цуркан, Е.Фомина, Исаева, Сергиенко ( 85' Шемякина), Жихарева, Комарова, Л.Васильева ( 90' Моторина) · ЦСК ВВС: Шульга, Примак, Брылёва, Филиппова, Григорьева, Карасёва, Егорова , Денщик, Кремлёва, Петряева ( 62' Я.Фомина), Козлова |         |       |         |                       |

| 28 июня 2004 8 тур ЧР | ЦСК ВВС | 0:0   | Россиянка | Самара          |
| |         | отчет |           | Стадион: Динамо |
| ЦСК ВВС: Шульга, Примак, Брылёва, Филиппова, Григорьева, Карасёва ( 88' Фомина), Егорова , Денщик, Кремлёва, Петряева ( 46' Горячева), Козлова |         |       |           |                 |

| 1 июля 2004 9 тур ЧР | ЦСК ВВС                                                                            | 7:1   | Ника            | Самара          |
| | Григорьева 8′ · Кремлёва 31′, 57′ · Карасёва 34′ · Егорова 64′, 68′ · Петряева 87′ | отчет | 90+2′ Булдакова | Стадион: Динамо |
| ЦСК ВВС: Шульга ( 76' Синютина), Примак ( 65' Харченко), Брылёва, Филиппова, Григорьева, Карасёва, Егорова ( 76' Трифонова), Денщик ( 79' Суслова), Кремлёва ( 65' Игнатьева), Петряева, Козлова ( 72' Громолюк) · Ника: Гапанович ( 46' Капустина), Кугубаева, Коробова ( 62' Булдакова), Петухова, Купцова ( 38' Никольская), Афашокова ( 21' Малиновская, 67' Кулакова), Трошева, Попова, Шрамок ( 58' Луцкевич), Нагорная, Михайлова |                                                                                    |       |                 |                 |

| 12 июля 2004 10 тур ЧР | ЦСК ВВС | 0:4   | Лада                                                             | Самара          |
| |         | отчет | 38′ Воскресенская · 70′ Барбашина, · 75′ Савина · 83′ Савченкова | Стадион: Динамо |
| ЦСК ВВС: Шульга, Примак ( 25' Игнатьева), Брылёва, Филиппова ( 46' Харченко), Григорьева, Карасёва ( 60' Фомина), Егорова , Денщик, Кремлёва , Петряева ( 60' Пешина), Козлова · Лада: Морозова ( 85' Байкина), Гелбахиани ( 83' Мухина), Чёрная, Шевцова, Порядина, Коломиец, Скотникова ( 39' Кузнецова), Савченкова, Воскресенская ( 83' Михайлова), Костраба ( 39' Савина), Барбашина ( 81' Русских) |         |       |                                                                  |                 |

| 16 июля 2004 ¼ финала КР | Надежда | 0:1   | ЦСК ВВС      | Ногинск                                                                |
| |         | отчет | 81′ Кремлёва | Стадион: Автомобилист Зрителей: 700 Судья: Наталья Авдонченко (Москва) |
| Надежда: Петько , Котик, Баркова ( 66' Сергиенко), О.Васильева ( 84' Шемякина), Буракова , Цуркан, Е.Фомина, Исаева, Жихарева ( 60'), Комарова ( 85' Геворгян), Л.Васильева · ЦСК ВВС: Шульга, Примак, Брылёва ( 18'), Филиппова, Григорьева, Карасёва ( 56' Я.Фомина), Егорова , Денщик ( 74' Горячева), Кремлёва, Петряева ( 58'), Козлова |         |       |              |                                                                        |

| 12 августа 2004 11 тур ЧР | Энергия      | 1:0   | ЦСК ВВС | Воронеж |
| | Босикова 75′ | отчет |         |         |
| Энергия: Свинухова, Мишанская, Суслова, Струкова, Ламтюгина ( 46' Зварич), Жданова, Зинченко, Терехова ( 46' Данилова), Босикова, Берт, Емельянова ( 46' Букашкина) · ЦСК ВВС: Шульга, Примак, Брылёва, Филиппова, Григорьева, Карасёва, Егорова , Денщик, Кремлёва, Козлова, Петряева ( 65' Горячева) |              |       |         |         |

| 15 августа 2004 12 тур ЧР                                                                                          | Чертаново | 1:1   | ЦСК ВВС | Москва |
| |           | отчет |         |        |
| Чертаново: Шульга, Брылёва, Петряева, Григорьева, Денщик, Егорова , Карасёва, Козлова, Кремлева, Примак, Филиппова |           |       |         |        |

| 26 августа 2004 13 тур ЧР | ЦСК ВВС      | 1:1   | Чертаново     | Самара          |
| | Кремлёва 41′ | отчет | 64′ Мокшанова | Стадион: Динамо |
| ЦСК ВВС: Шульга, Примак ( 46' Костюкова), Филиппова, Фомина, Карасёва, Егорова ( 78' Громолюк), Денщик, Кремлёва, Харченко, Петряева ( 46' Горячева), Козлова · Чертаново: Репейкина, Сотникова ( 60' Семенченко), Кочеткова, Леонтьева, Цыбутович, Сочнева, Гомозова ( 75' Подхолзина), Плешакова, Попова ( 80' Светлова, 86' Хойнацкая), Макаренко ( 60' Вербовская), Мокшанова |              |       |               |                 |

| 02 сентября 2004 ½ финала КР | ЦСК ВВС      | 1:3   | Лада                           | Самара                                                             |
|                              | Примак пен.′ | отчет | Савченкова · Коломиец · Савина | Стадион: Динамо Зрителей: 300 Судья: Анна Гневышева (Электросталь) |

| 05 сентября 2004 14 тур ЧР | Чертаново | 0:0   | ЦСК ВВС | Москва |
| |           | отчет |         |        |
| Чертаново: Шульга, Примак ( 46' Костюкова), Филиппова, Фомина, Карасёва, Егорова ( 78' Громолюк), Денщик, Кремлёва, Харченко, Петряева ( 46' Горячева), Козлова |           |       |         |        |

| 07 октября 2004 ½ финала КР | Лада                    | 3:1   | ЦСК ВВС     | Тольятти                                                            |
| | 38′, 41′, 72′ Барбашина | отчет | 6′ Карасёва | Стадион: Спутник Зрителей: 300 Судья: Анна Гневышева (Электросталь) |
| Лада: Морозова, Скотникова, Шевцова, Порядина ( 77' Михайлова), Коломиец, Гелбахиани, Воскресенская ( 52' Кузнецова), Чёрная, Костраба ( 30' Савченкова, 61' Трунтаева), Савина ( 86' Горбачева), Барбашина ( 75' Русских) · ЦСК ВВС: Шульга, Примак ( 60' Костюкова), Брылёва, Филиппова, Карасёва Егорова , Денщик, Кремлёва, Пешина ( 46' Петряева), Харченко, Козлова |                         |       |             |                                                                     |

| 09 октября 2004 15 тур ЧР | ЦСК ВВС                | 4:1   | Ника | Самара          |
| | Кремлёва —3 · Карасёва | отчет | Гол  | Стадион: Динамо |
| ЦСК ВВС: Шульга, Примак ( 46' Костюкова), Филиппова, Фомина, Карасёва, Егорова ( 78' Громолюк), Денщик, Кремлёва, Харченко, Петряева ( 46' Горячева), Козлова |                        |       |      |                 |

| 10 октября 2004 16 тур ЧР | Ника     | 1:4   | ЦСК ВВС                         | Самара          |
| | Пузырева | отчет | Карасёва · —2 Кремлёва · Пешина | Стадион: Орбита |
| Ника: Шульга, Примак ( 46' Костюкова), Филиппова, Фомина, Карасёва, Егорова ( 78' Громолюк), Денщик, Кремлёва, Харченко, Петряева ( 46' Горячева), Козлова |          |       |                                 |                 |

## Игроки в сезоне
| №.             | Нац.         | Позиция | Игрок               | Всего   | Всего   | Чемпионат России | Чемпионат России | Кубок России | Кубок России | Сборная России | Сборная России | Кубанская весна | Кубанская весна |
| №.             | Нац.         | Позиция | Игрок               | Игры    | Голы    | Игры             | Голы             | Игры         | Голы         | Игры           | Голы           | Игры            | Голы            |
| вратари        | вратари      | вратари | вратари             | вратари | вратари | вратари          | вратари          | вратари      | вратари      | вратари        | вратари        | вратари         | вратари         |
| -------------- | ------------ | ------- | ------------------- | ------- | ------- | ---------------- | ---------------- | ------------ | ------------ | -------------- | -------------- | --------------- | --------------- |
| 1              | Флаг Украины | Вр      | Вероника Шульга     | 22      | -16     | 17               | -12              | 3            | -3           | 0              | 0              | 2               | -1              |
| 16             | Флаг России  | Вр      | Анна Синютина       | 1       | 0       | 1                | 0                | 0            | 0            | 0              | 0              | 0               | 0               |
| полевые игроки |              |         |                     |         |         |                  |                  |              |              |                |                |                 |                 |
|                | Флаг России  | Защ     | Мария Брылёва       | 22      | 2       | 17               | 1                | 3            | 0            | 0              | 0              | 2               | 1               |
|                | Флаг России  | Защ     | Анна Горячева       | 9       | 2       | 6                | 1                | 2            | 0            | 0              | 0              | 1               | 1               |
|                | Флаг России  | ПЗ      | Ирина Григорьева    | 22      | 2       | 17               | 2                | 2            | 0            | 3              | 0              | 0               | 0               |
|                | Флаг России  | ПЗ      | Анна Громолюк       | 6       | 0       | 5                | 0                | 1            | 0            | 0              | 0              | 0               | 0               |
|                | Флаг России  | Защ     | Елена Денщик        | 24      | 1       | 16               | 0                | 2            | 0            | 3              | 0              | 3               | 1               |
|                | Флаг России  | ПЗ      | Татьяна Егорова     | 31      | 5       | 17               | 4                | 3            | 0            | 9              | 1              | 2               | 0               |
|                | Флаг России  | ПЗ      | Венера Игнатьева    | 4       | 0       | 3                | 0                | 1            | 0            | 0              | 0              | 0               | 0               |
|                | Флаг России  | ПЗ      | Ольга Карасёва      | 28      | 4       | 17               | 3                | 3            | 1            | 6              | 0              | 2               | 0               |
|                | Флаг России  | ПЗ      | Елена Козлова       | 21      | 0       | 17               | 0                | 3            | 0            | 0              | 0              | 1               | 0               |
|                | Флаг России  | ПЗ      | Анастасия Костюкова | 2       | 0       | 1                | 0                | 1            | 0            | 0              | 0              | 0               | 0               |
|                | Флаг России  | Нап     | Ольга Кремлева      | 26      | 17      | 17               | 12               | 3            | 1            | 3              | 0              | 3               | 4               |
|                | Флаг России  | Нап     | Ирина Петряева      | 20      | 2       | 16               | 2                | 2            | 0            | 0              | 0              | 2               | 0               |
|                | Флаг России  | Нап     | Ольга Пешина        | 10      | 1       | 7                | 1                | 2            | 0            | 0              | 0              | 1               | 0               |
|                | Флаг России  | ПЗ      | Марина Примак       | 25      | 4       | 17               | 1                | 4            | 1            | 0              | 0              | 4               | 2               |
|                | Флаг России  | ПЗ      | Светлана Седакова   | 4       | 0       | 1                | 0                | 1            | 0            | 0              | 0              | 2               | 0               |
|                | Флаг России  | ПЗ      | Екатерина Суслова   | 2       | 1       | 1                | 1                | 0            | 0            | 0              | 0              | 1               | 0               |
|                | Флаг России  | ПЗ      | Ирина Трифонова     | 2       | 1       | 1                | 1                | 0            | 0            | 0              | 0              | 1               | 0               |
|                | Флаг России  | ПЗ      | Наталья Филиппова   | 22      | 0       | 17               | 0                | 3            | 0            | 0              | 0              | 2               | 0               |
|                | Флаг России  | ПЗ      | Яна Фомина          | 12      | 0       | 11               | 0                | 1            | 0            | 0              | 0              | 0               | 0               |
|                | Флаг России  | ПЗ      | Надежда Харченко    | 9       | 0       | 6                | 0                | 2            | 0            | 0              | 0              | 1               | 0               |